# Naučná stezka Žiarska dolina
Naučná stezka Žiarska dolina, slovensky Náučný chodník Žiarska dolina, je naučná stezka v kaňonu Žiarska dolina v Západných Tatrách (subprovincie pohoří Tatry). Stezka se nachází na katastru vesnice Žiar a zaniklé vesnice Svätý Štefan - části města Liptovský Mikuláš v okrese Liptovský Mikuláš v Žilinském kraji na Slovensku.

## Popis a historie stezky
Naučná stezka Žiarska dolina vyznikla v Tatranském národním parku v roce 2011 díky iniciativě společenství Združenie vlastníkov lesov a urbariátu, pozemkové spoľočenstvo Žiar a podpoře grantové agentury.
První část naučné stezka má 5 informačních tabulí a 2 rozcestníky. První část stezky začíná za Ždiarem a vede Žiarskou dolinou podél horské říčky Smrečianka, kolem bývalé štoly Medvedia štôlňa až k Žiarské chatě (1325 m n. m.). Délka první části stezky je cca 5,3 km s převýšením 450 m.
Dle stavu z roku 2021 ještě není dokončena druhá část stezky, která by měla vést z Žiarské chaty na Smutné sedlo.

## Informační tabule na stezce
1. Náučný chodník Žiarska dolina
2. Potok Smrečianka, história ovčiarstva, obec Žiar
3. Smrekové lesy a kosodrevina, história zjazdového lyžovania v Žiarskej doline
4. Obyvatelia Žiaru vo vojne, Žiarska dolina
5. História Žiarskej chaty, história lavín v Žiarskej doline

## Galerie

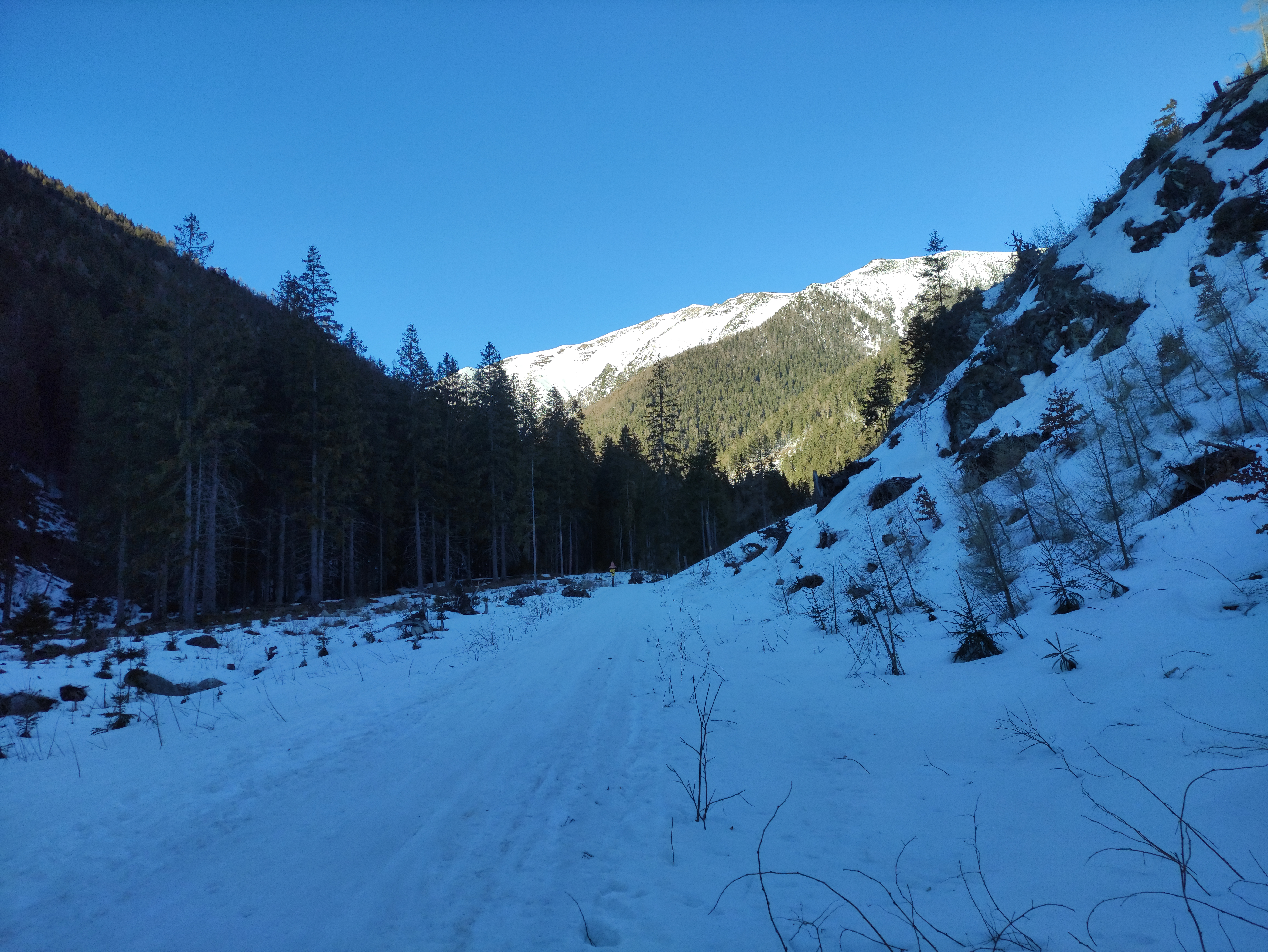
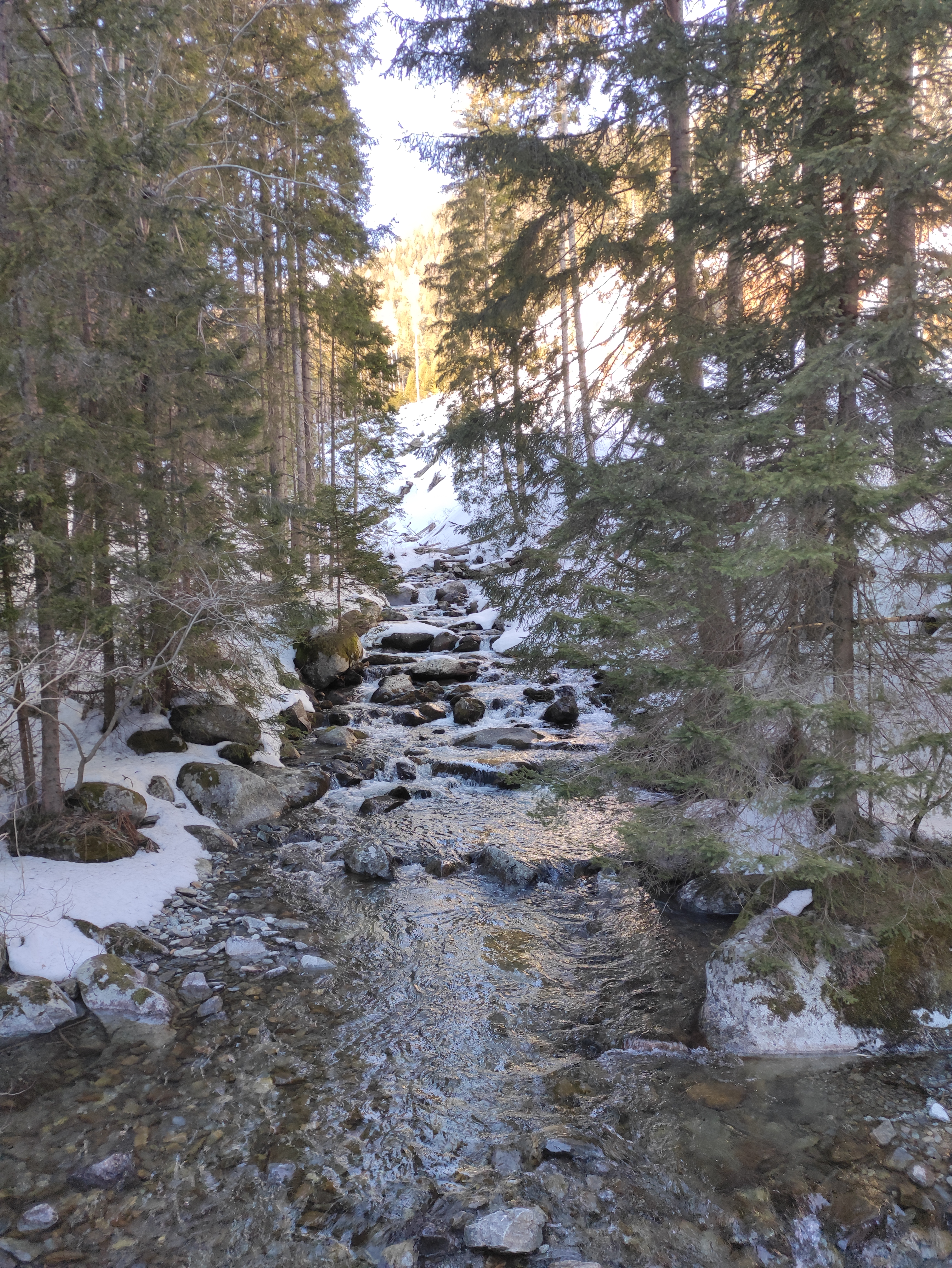
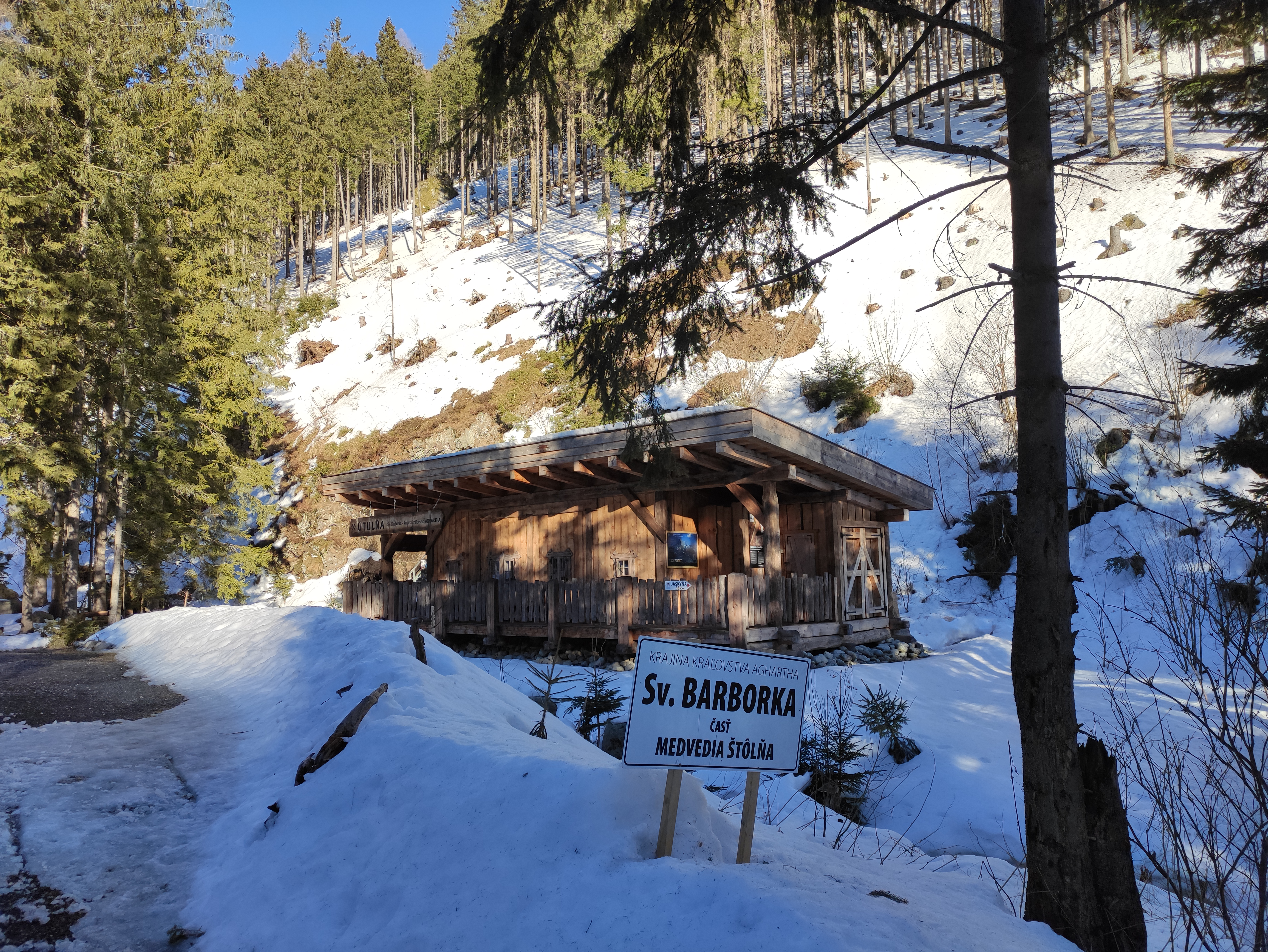
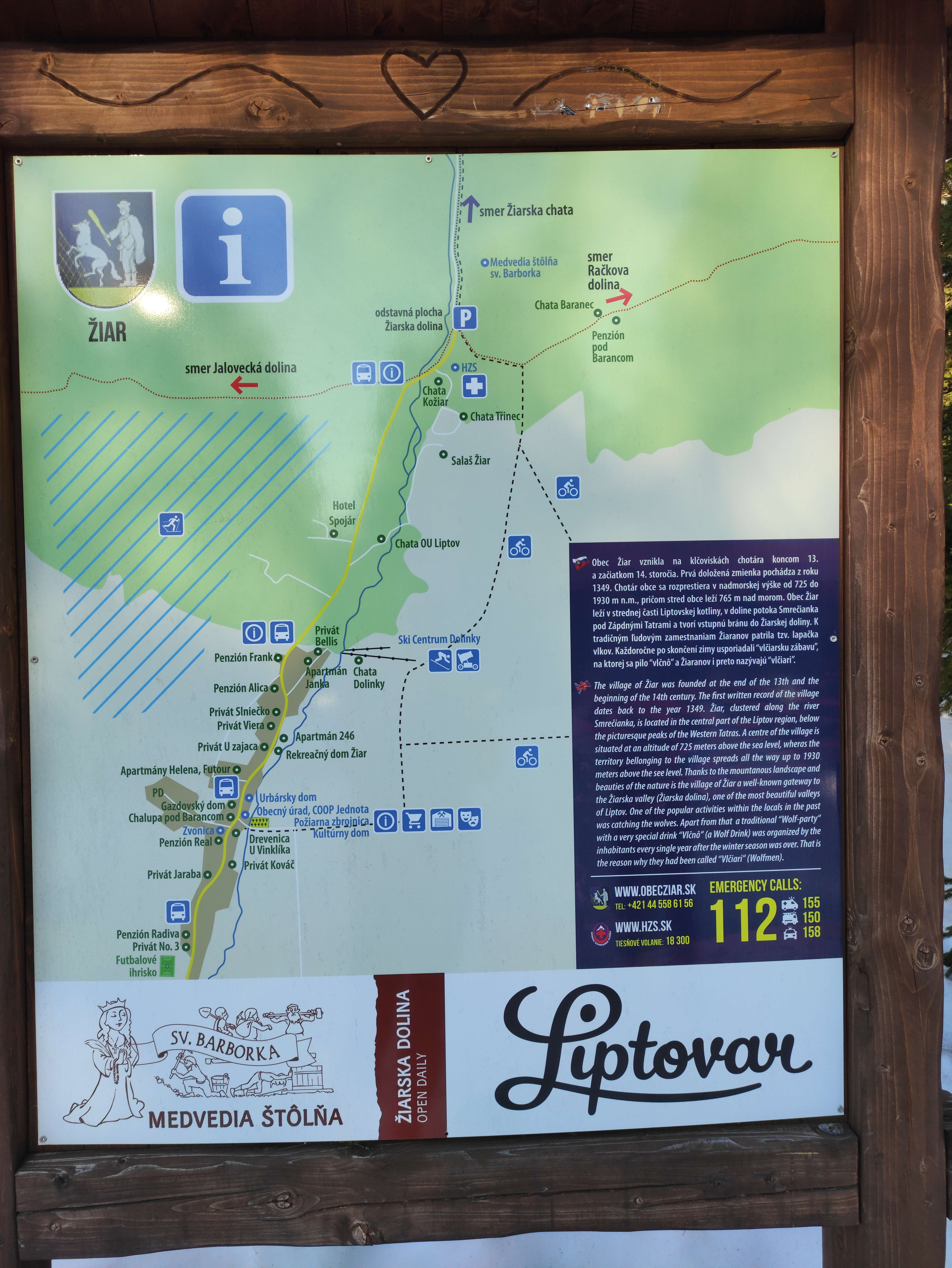